# Doggystyle
Doggystyle es el álbum debut del rapero Snoop Doggy Dogg, lanzado el 23 de noviembre de 1993. Fue producido por Dr. Dre.
El álbum fue un rotundo éxito en crítica y ventas, se considera por muchos el mejor álbum de la discografía del rapero, Fue también Producido por Daz Dillinger, pero no fue creditado a pesar de que aporto más que en  The Chronic.

## Lista de canciones
| N.º | Título                                                                                              | Escritor(es)                                                                          | Duración |  |
| 1.  | «Bathtub»                                                                                           | Calvin Broadus, Jr.                                                                   | 1:50     |  |
| 2.  | «G Funk Intro» (ft. George Clinton, Dr. Dre and The Lady of Rage)                                   | Broadus, Jr., Robin Allen                                                             | 2:24     |  |
| 3.  | «Gin and Juice» (ft. Daz Dillinger and David Ruffin' Jr.)                                           | Broadus, Jr., Andre Young, Harry Wayne Casey, Richard Finch (musician), Richard Finch | 3:31     |  |
| 4.  | «W Balls» (ft. Nanci Fletcher and Ricky Harris)                                                     | Broadus, Jr.                                                                          | 0:36     |  |
| 5.  | «Tha Shiznit»                                                                                       | Broadus, Jr., Young                                                                   | 4:04     |  |
| 6.  | «Domino Intro»                                                                                      | Broadus, Jr.                                                                          | 0:37     |  |
| 7.  | «Lodi Dodi» (ft. Nanci Fletcher)                                                                    | Broadus, Jr., Douglas Davis, Hachidai Nakamura, Ei Rokusuke, Ricky Walters            | 4:24     |  |
| 8.  | «Murder Was the Case (Death After Visualizing Eternity)» (ft. Daz Dillinger)                        | Broadus, Jr., Young                                                                   | 3:38     |  |
| 9.  | «Serial Killa» (ft. D.O.C., RBX and Tha Dogg Pound)                                                 | Broadus, Jr., Young                                                                   | 3:32     |  |
| 10. | «Who Am I? (What's My Name?)» (ft. Jewell, Dr. Dre and Tony Green)                                  | Broadus, Jr., Young,, George Clinton, Garry Shider, David Spradley                    | 4:06     |  |
| 11. | «For All My Niggaz & Bitches» (ft. Tha Dogg Pound and The Lady of Rage)                             | Broadus, Jr., Arnaud, Ricardo Brown, Allen                                            | 4:43     |  |
| 12. | «Ain't No Fun (If the Homies Can't Have None)» (ft. Nate Dogg, Warren G, Nanci Fletcher and Kurupt) | Broadus, Jr., Young, Brown, Nathaniel Hale, Warren Griffin                            | 4:06     |  |
| 13. | «Chronic Relief Intro»                                                                              | Broadus, Jr.                                                                          | 0:33     |  |
| 14. | «Doggy Dogg World» (ft. Tha Dogg Pound, Nanci Fletcher and The Dramatics)                           | Broadus, Jr., Arnaud                                                                  | 5:05     |  |
| 15. | «Class Room Intro»                                                                                  | Broadus, Jr.                                                                          | 0:44     |  |
| 16. | «Gz and Hustlas» (ft. Nanci Fletcher)                                                               | Broadus, Jr., Arnaud, Don Blackman                                                    | 3:51     |  |
| 17. | «Checkin'»                                                                                          | Broadus, Jr., Young                                                                   | 0:57     |  |
| 18. | «Gz Up, Hoes Down» (ft. Hug)                                                                        | Broadus, Jr., Young, Arnaud                                                           | 2:21     |  |
| 19. | «Pump Pump» (ft. Lil Malik)                                                                         | Broadus, Jr., Young, Jamal Phillips, Malik Edwards                                    | 3:42     |  |

## Posiciones
| Título                                 | Posiciones en lista | Posiciones en lista | Posiciones en lista | Posiciones en lista | Posiciones en lista       | Posiciones en lista                | Posiciones en lista | Posiciones en lista | Video Director         |
| Título                                 | US Hot 100          | US R&B/Hip-Hop      | US Rap              | Rhythmic Top 40     | Hot Dance Music/Club Play | Hot Dance Music/Maxi-Singles Sales | UK Top 75 Singles   | Germany Top 100     | Video Director         |
| "Who Am I (What's My Name)?"           | 8                   | 8                   | 1                   | 12                  | 43                        | -                                  | 20                  | 20                  | Fab 5 Freddy           |
| "Gin and Juice"                        | 8                   | 13                  | 1                   | 5                   | 38                        | 1                                  | 39                  | -                   | Dr. Dre                |
| "Doggy Dogg World"                     | -                   | -                   | -                   | 19                  | -                         | -                                  | 32                  | -                   | Dr. Dre & Ricky Harris |
| "Murder Was The Case" (video) (O.S.T.) | -                   | -                   | -                   | 36                  | -                         | -                                  | -                   | -                   | Dr. Dre                |
| "Lodi Dodi"                            | -                   | -                   | -                   | 34                  | -                         | -                                  | -                   | -                   | -                      |